# Союз Фредрики Бремер
Союз Фредрики Бремер (швед. Fredrika Bremer Förbundet, FBF) — крупнейшая и старейшая феминистская организация в Швеции, созданная в 1884 году. Носит имя писательницы Фредрики Бремер (1801—1865), боровшейся за права женщин.

## История
В 1884 году Софи Адлерспарре основала Союз Фредрики Бремер, который назвала в честь писательницы Фредрики Бремер (1801—1865), боровшейся за права женщин. Софи Адлерспарре была председателем организации до смерти в 1895 году. Формально председателем до 1903 года был Ганс Гильдебранд.
Первоначально печатным органом организации стал женский журнал Tidskrift för hemmet, издававшийся Софи Адлерспарре с 1859 года. В 1886 году журнал был закрыт и основан ежемесячный литературный и общественно-политический журнал Dagny. Софи Адлерспарре была первым редактором журнала до 1888 года. В 1888 году Софи покинула должность и редактором стала Аманда Керфштедт, а в 1891 году — Лоттен Дальгрен. С 1907 года редактором была Эллен Клеман. Журнал Dagny стал еженедельным, перестал быть печатным органом исключительно Союза Фредрики Бремер и с 1908 года издавался при поддержке нескольких шведских женских организаций, одной из которых был Союз Фредрики Бремер. Национальный союз в поддержку избирательных прав женщин, основанный в 1902 году, в 1912 году стал издавать журнал Rösträtt för kvinnor. Он стал конкурентом журнала Dagny. Журнал Dagny был закрыт в 1913 году. В 1914 году вышел первый номер журнала Hertha («Герта»), в честь одноимённого романа 1856 года Фредрики Бремер. Эллен Клеман была редактором до 1932 года. Печатная версия журнала закрыта в 1999 году.
В 1903—1920 годах председателем организации была Агда Монтелиус.
После начала Первой мировой войны создана зонтичная женская добровольная оборонная организация Kvinnornas uppbåd, которую возглавила Агда Монтелиус. Организация прекратила существование в 1921 году.
Известный учёный Норайр Бюзандаци (1844—1915) завещал своё состояние Союзу Фредрики Бремер.
С 1937 по 1949 год председателем организации была Ханна Рид. В 1937 году создана зонтичная организация Kommittén för ökad kvinnorepresentation, целью которой было расширение женского представительства в политической жизни. Организация прекратила существование в 1948 году.
После начала советско-финляндской войны (1939—1940) Союз Фредрики Бремер принимал участие в работе с беженцами.
С 2020 года председателем организации и редактором журнала Hertha является журналистка Камилла Вагнер (род. 1967).
Является членом Международного альянса женщин.